# Megaselia killarneyensis
Megaselia killarneyensis är en tvåvingeart som beskrevs av Ronald Henry Lambert Disney 1988. Megaselia killarneyensis ingår i släktet Megaselia och familjen puckelflugor.
Artens utbredningsområde är Irland. Inga underarter finns listade i Catalogue of Life.